# Simulium quebecense
Simulium quebecense är en tvåvingeart som beskrevs av Twinn 1936. Simulium quebecense ingår i släktet Simulium och familjen knott. Inga underarter finns listade i Catalogue of Life.